# Nilena Zisopulos
Nilena Zisópulos (28 de abril de 1962) es una actriz y cantante panameña de ascendencia griega, reconocida por sus temas "Niño de la calle" y "Yo solo pienso en ti". Como actriz, ha participado en diversas obras de teatro, programas de televisión y películas.

## Carrera
Nilena Zisópulos nació el 28 de abril en Panamá. Nilena al principio de su trayectoria se dedicaba al teatro, pero poco después se convirtió en cantante y sus canciones más conocidas fueron "Niño de la calle" y "Una vez a la semana".
En 1978 participa en el Festival de la Canción de Panamá, con la canción "Niño de la calle", donde obtiene el segundo lugar.
Luego de estos éxitos de los 80, Nilena viajó a Grecia donde se quedó por mucho tiempo. Al regresar a Panamá, ella se retiró por un par de años de la música y se dedicó completamente al teatro, y actuó en musicales como Bésame y Mentiras. Luego hizo su nuevo trabajo, que incluía sencillos como Mantequilla pura, Lunes oxidado, Jazz de amor, Libro perfecto, Cantar algo triste y En nombre del amor
En la televisión, fue invitada en el programa Buenos Días, en 2013 y en el 2014 fue una de las ocho concursantes de Tu cara me suena (Panamá) en su segunda temporada. Algunos de sus compañeros Karen Peralta, Alejandro Lagrotta, Margarita Henríquez, entre otros.

## Discografía
Sencillos
- Niño de la calle
- Yo solo pienso en ti
- Como te hago entender
- Mantequilla pura
- Lunes oxidado
- Jazz de amor
- Una vez a la semana
- Libro perfecto
- Cantar algo triste
- En nombre del amor

## Filmografía

### Teatro
- Bésame
- Mentiras
- Carnaval del Barrio
- La Bella durmiente

### Novelas
- Una maid en Paitilla - Beatriz

### Otros
- Buenos Días
- Tu cara me suena (Concursante)
- Tu Cara me Suena Kids (Concursante; madrina de una de las concursantes)
- Lo desoconocido (serie de TV)